# 苗栗縣後龍鎮後龍國民小學
苗栗縣後龍鎮後龍國民小學（簡稱後龍國小），為臺灣苗栗縣後龍鎮的國民小學。

## 歷史
1897月6月18日，新竹縣於後壠媽祖宮（今後龍慈雲宮）設立「苗栗國語傳習所後壠分教場」。1911年3月，遷至後壠區現址。:16
1916年4月，設立造橋分校（今苗栗縣造橋鄉造橋國民小學）；1918年5月，設立公司寮分校（今苗栗縣後龍鎮同光國民小學）、外埔分校（今苗栗縣後龍鎮外埔國民小學）。1921年4月，後壠分教場改名為「後壠公學校」，造橋分校獨立；1922年4月，公司寮分校、外埔分校獨立。:17
1945年4月，後壠公學校改名為「後龍國民學校」；分別於1946年12月和1955年8月設立新港分校（1947年8月獨立，今苗栗縣立新港國民中小學）和溪洲分校（1959年8月獨立，今苗栗縣後龍鎮溪洲國民小學）。:17
1968年8月，中華民國政府實施九年國民義務教育，後龍國民學校更名為「後龍國民小學」。:17
2015年11月19日，校內之「後龍國小日式宿舍」登錄為苗栗縣文化資產歷史建築。
2018年9月25日，苗栗縣政府委託育達科技大學利用校內空教室成立「私立後龍非營利幼兒園」。

## 外部連結
- 後龍國民小學官網
- 苗栗縣後龍鎮後龍國民小學的Facebook專頁